# حصار دمشق (مسرحية)
حصار دمشق هي عمل مأساوي نصي كتبه الكاتب البريطاني جون هيوز [الإنجليزية] عام 1720 م. وقد استُلهم من دراسة سيمون أوكلي التي أجراها عام 1708 تحت عنوان "غزو سوريا"، ويركز بشكل خاص على فتح دمشق عام 634 م.
عُرض العمل في مسرحية على مسرح رويال مع طاقم تمثيل يضم رَوبرت ويلكس [الإنجليزية] في دور يومينس، وتوماس ووكر [الإنجليزية] في دور داران، وبارتون بوث [الإنجليزية] في دور فوسياس، وجون ميلز [الإنجليزية] في دور كاليد، وماري بورتر [الإنجليزية] في دور يودوكيا، وتشارلز ويليامز [الإنجليزية] في دور هيربيس، وويليام ميلز [الإنجليزية] في دور أرتامان، وجون ثورموند [الإنجليزية] في دور أبودا. كانت المسرحية ناجحة وأُعيد تمثيلها بشكل متكرر في القرن الثامن عشر. وكان هذا آخر أعماله حيث توفي بعد وقت قصير من عرضه الأول.

## فهرس
- بورلينج، ويليام ج . قائمة مرجعية للمسرحيات والترفيه الجديدة على مسرح لندن، 1700-1737 . مطبعة جامعة فيرلي ديكنسون، 1992.
- أور، بريدجيت. المسرح البريطاني التنويري: دراماتيكية الاختلاف . مطبعة جامعة كامبريدج، 2020.